# Міжнародний Лінійний Колайдер

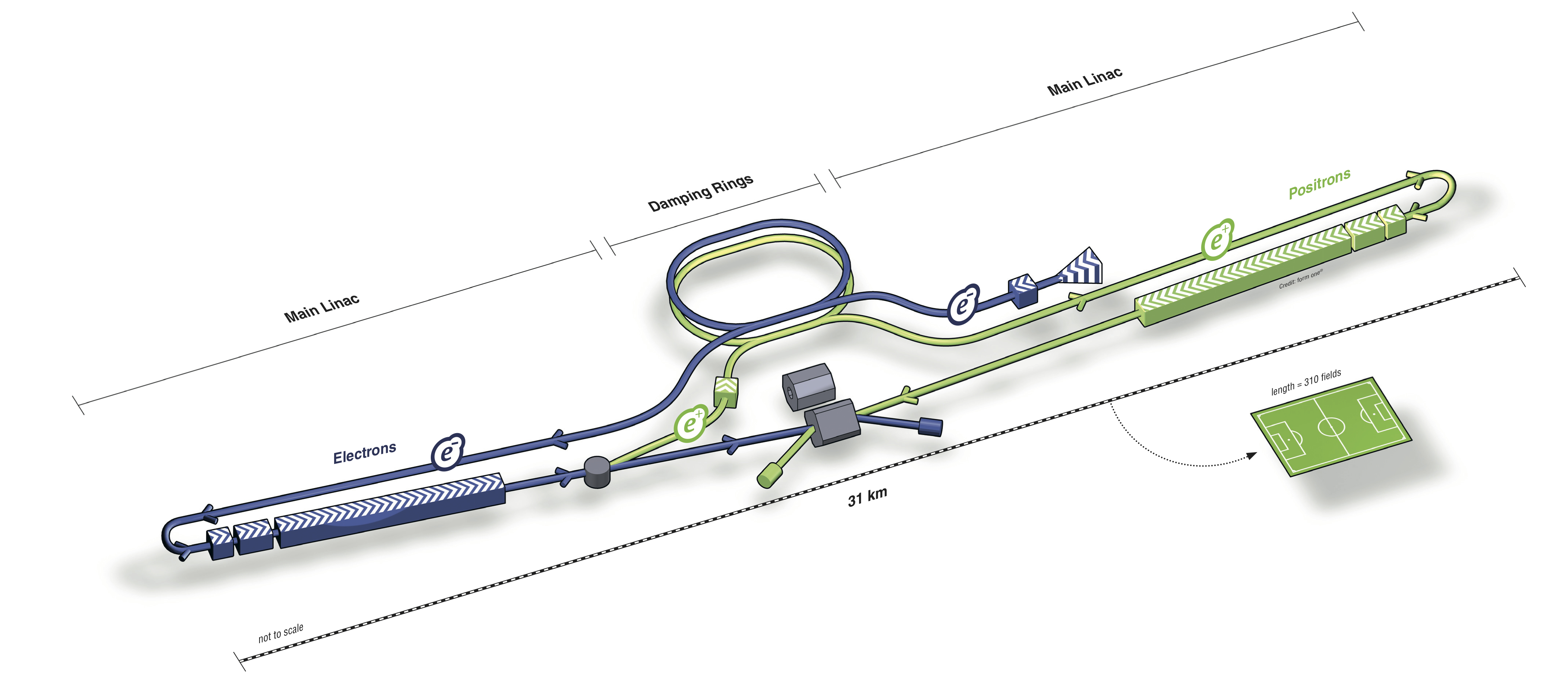
Загальна схема планованого колайдера згідно з техзавданням

Міжнаро́дний ліні́йний кола́йдер (англ. International Linear Collider, ILC) — проектований лінійний прискорювач частинок. Це електрон-позитронний колайдер, який складатиметься з двох лінійних прискорювачів довжиною 12 км кожний, пучки яких будуть спрямовані назустріч один одному.
На початковому етапі плануються  зіткнення енергією 500 ГеВ, із можливістю подальшого оновлення до енергії 1000 ГеВ (1 ТеВ). Країна-господар для прискорювача ще не вибрана. Запропоновані місця знаходяться в Японії, Європі (CERN) і США (Fermilab). Японія вважається найвірогіднішим кандидатом, оскільки японський уряд готовий оплатити половину витрат на дослідження для детекторів на ILC. Будівництво може початися в 2015 або 2016 і не буде завершене до 2026 року.
Дослідження альтернативного проекту під назвою КЛІК (Компактний лінійний колайдер), який працюватиме при енергіях до 3 ТеВ, теж перебуває в стадії реалізації.
Головна мета Міжнародного лінійного коллайдера — з’ясувати, з чого складається Всесвіт і яким чином це все існує разом. Вчені припускають, що Всесвіт на 95 % складається з темної матерії, яку, на жаль, поки не вдається виявити. Міжнародному лінійному коллайдеру буде під силу створювати «темні» частинки, зіштовхуючи у спеціальних точках зіткнення пучки електронів і протилежних їм частинок — позитронів. ILC зможе створювати величезну кількість бозонів Хіггса, що дає вченим змогу точно досліджувати властивості «божественної частинки». Коллайдер також міг би виявити аномальні події, які дали б змогу досліджувати екзотичні теорії поза межами Стандартної моделі.
ILC дасть змогу значно розширити пошуки нової фізики. Очікується, що ILC займеться дослідженням топ-кварків, перевіркою теорії суперсиметрії і її зв’язку з темною матерією. Є ідеї щодо пошуку інших вимірів і досліджень можливості при досить високих енергіях об’єднання слабких, електромагнітних, сильних і гравітаційних сил, в одну єдину універсальну силу.

## Зовнішні посилання
- International Linear Collider Website [Архівовано 23 лютого 2010 у Wayback Machine.]
- ILC NewsLine [Архівовано 2 квітня 2014 у Wayback Machine.]
- Karl Van Bibber about the NLC [Архівовано 19 серпня 2000 у Wayback Machine.]
- In symmetry magazine:
  - Special issue, August 2005
  - "out of the box: designing the ILC" [Архівовано 13 січня 2013 у Archive.is], March 2006
- New York Times article [Архівовано 23 травня 2008 у Wayback Machine.]
- Science Magazine article [Архівовано 8 жовтня 2008 у Wayback Machine.]
- Scientific American article preview
- 1600 International Linear Collider Article
- arXiv:
  - The International Linear Collider Technical Design Report - Volume 1: Executive Summary [Архівовано 9 квітня 2020 у Wayback Machine.]
  - The International Linear Collider Technical Design Report - Volume 2: Physics [Архівовано 28 квітня 2020 у Wayback Machine.]
  - The International Linear Collider Technical Design Report - Volume 3.I: Accelerator R&D in the Technical Design Phase [Архівовано 18 грудня 2019 у Wayback Machine.]
  - The International Linear Collider Technical Design Report - Volume 3.II: Accelerator Baseline Design [Архівовано 18 грудня 2019 у Wayback Machine.]
  - The International Linear Collider Technical Design Report - Volume 4: Detectors [Архівовано 18 лютого 2018 у Wayback Machine.]